# Plectosphaera actinodaphnes
Plectosphaera actinodaphnes är en svampart som beskrevs av Tak. Kobay. 1976. Plectosphaera actinodaphnes ingår i släktet Plectosphaera och familjen Phyllachoraceae.   Inga underarter finns listade i Catalogue of Life.